# Orgilus alacer
Orgilus alacer är en stekelart som beskrevs av Muesebeck 1970. Orgilus alacer ingår i släktet Orgilus och familjen bracksteklar. Inga underarter finns listade i Catalogue of Life.